# هجوم قرية المسحك
هجوم قرية المسحك هو هجوم على قرية المسحك الواقعة في محافظة صلاح الدين حيث وقعت أشتباكات بين قوات الأمن العراقية وبين مسلحي تنظيم داعش مما أدى إلى مقتل وأصابة 18 شخص من قوات الأمن العراقية.

## تفاصيل
أنجفرت عبوة ناسفة على عجلة مدنية نوع تيوتا على طريق الزوية المسحك التابعة لقضاء بيجي وعند خروج قوة إلى مكان الحادث من مركز شرطة المسحك ومفرزة من الحشد الشعبي لإخلاء المصابين، تعرضت القوة إلى إطلاق نار من قبل قناص الحادث أدى إلى مقتل ضابط برتبة عقيد ومفوض شرطة من مركز شرطة المسحك، ومقتل أحد منتسبي الحشد وجرح مفوض شرطة وعنصر من الحشد الشعبي، في حين جرح ثلاثة من عائلة واحدة في داخل العجلة المدنية وفي يوم 2 ديسمبر أعلن الجيش العراقي عن استهداف المجموعة الارهابية التي نفذت هذا الهجوم.

## ردود أفعال
- قال رئيس البرلمان العربي،عادل بن عبدالرحمن العسومي: يدين التفجير الإرهابي الذي قام به تنظيم داعش في محافظة صلاح الدين وأدى إلى مقتل عشرة أفراد وجرح ثمانية، من أفراد الشرطة العراقية والمدنيين وهذا العمل الإرهابي الجبان لن ينال من قدرة الحكومة العراقية على مواصلة تصديها بكل حسم للعناصر الإرهابية الضالة.[5]
- مصر : قالت وزارة الخارجية المصرية: إذ تتقدم مصر، حكومة وشعبا بصادق تعازيها إلى حكومة وشعب جمهورية العراق الشقيق، وتمنياتها بالشفاء العاجل للمصابين؛ فإنها لتشدد على استنكارها البالغ لتلك الأعمال الإرهابية التي تستهدف مدنيين عزل ورجال أمن، وتتجرد من الاعتبارات الإنسانية والقيم الدينية كافة.[5]